# Fantastisk tid
Fantastisk tid er en dansk portrætfilm fra 1980, der er instrueret af Jacob Jørgensen.

## Handling
Portrætfilm af multikunstneren Troels Trier.